# ナタリー・ペシャラ
ナタリー・ペシャラ（フランス語: Nathalie Péchalat, 1983年12月22日 - ）は、フランスルーアン出身の女性元フィギュアスケート(アイスダンス)選手。パートナーはファビアン・ブルザなど。
2006年トリノオリンピック、2010年バンクーバーオリンピック、2014年ソチオリンピックフランス代表。2012年、2014年世界選手権3位、2011年、2012年欧州選手権優勝。

## 人物
2015年12月5日、俳優のジャン・デュジャルダンとの間に、第1子となる女児を出産した。2018年5月19日、デュジャルダンと結婚した。

## 経歴

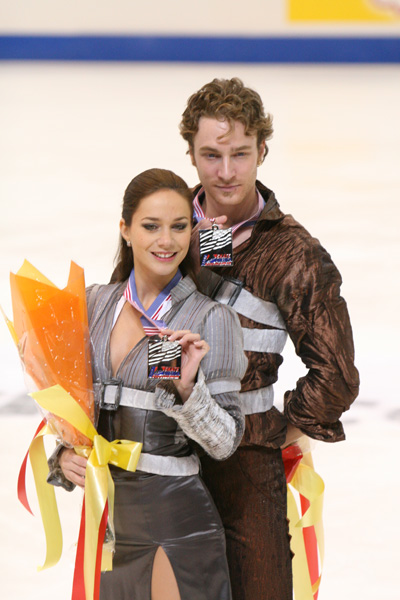
2007年スケートアメリカ

フランスのルーアンに生まれ、7歳でスケートを始めた。ジュニア時代の初期にジュリアン・ドハインツェリンとカップルを結成し、1997-1998シーズンのISUジュニアグランプリに参戦したものの、表彰台に上ることはなく、1998-1999シーズン終了後に解散した。1999-2000シーズンには新たにミシェル・ゼンジーニとカップルを結成しJGPピルエッテンに出場したものの6位。シーズン終了後に解散に至った。
2000年にファビアン・ブルザとカップルを結成し、ISUジュニアグランプリではJGPハルビンとJGPSBC杯で2位、2002年世界ジュニア選手権では6位入賞を果たした。2002-2003シーズンよりシニアクラスに移行。2003年と2005年の冬季ユニバーシアード競技大会で2大会連続の3位となり、フランス選手権でも表彰台の常連になるまでになったが、ISUグランプリシリーズで表彰台に立つことはなかった。2006年トリノオリンピックでは18位に終わる。
2006-2007シーズン、スケートアメリカでISUグランプシリーズ初表彰台の3位となる。翌2007-2008シーズンにはISUグランプリシリーズの初戦スケートアメリカで2位、次戦のロシア杯では自己最高得点をマークして2位となり、初のグランプリファイナル進出を決めた。グランプリファイナルでは精彩を欠き6位に終わった。2シーズンぶり3度目の出場となった2008年欧州選手権では自己最高得点をマークし5位入賞を果たした。
2008-2009シーズン、スケートカナダではリフト中に転倒があるミスなどで3位、NHK杯では2位となったもののグランプリファイナルへの進出とはならなかった。フランス選手権では初優勝、欧州選手権と世界選手権では前年よりも順位を上げた。
2009-2010シーズン、ISUグランプリシリーズのエリック・ボンパール杯とスケートカナダでは2位となった。グランプリファイナルでは2度目の出場で初めてのメダルとなる銅メダルを獲得した。2度目のオリンピック出場となったバンクーバーオリンピックでは7位。世界選手権ではフリーダンスでは3位となり、世界選手権での初めてのスモールメダルを獲得したが、オリジナルダンスのミスが響き4位に終わった。
2010-2011シーズン、ネーベルホルン杯で国際大会初優勝。フィンランディア杯でもショートダンス、フリーダンスを通じて1位の完全優勝を果たした。ISUグランプリシリーズ中国杯で優勝。この優勝はジュニア時代を通じて、ISU主催の大会の初めての優勝となった。続くエリック・ボンパール杯でも優勝を果たし、全体で2位の成績でグランプリファイナルに進出。昨年よりも順位を1つ上げ、銀メダルを獲得した。欧州選手権では初めてのメダルとなる金メダルを獲得した。メダル獲得が期待された世界選手権ではSDで70点台にのせて3位。しかし、FDではプログラム後半のサーキュラーステップシークエンスに入った直後にブルザが転倒し、それにつられて転倒。FDだけでは6位となり、わずかな差でメダルを逃すこととなった。
2011-2012シーズン、夏に練習拠点をモスクワからデトロイトに移し、パスカーレ・カメレンゴとアンジェリカ・クリロワ夫妻の指導を受けることになった。欧州選手権を除くすべての試合でメリル・デイヴィス/チャーリー・ホワイト組あるいはテッサ・ヴァーチュ/スコット・モイア組とぶつかり、彼らを上回ることはできなかったが、欧州選手権では2連覇を果たした。3月13日に世界選手権へ向けての練習でツイズル中に鼻骨を骨折。手術を予定していたが、試合への影響を考えて予定を遅らせた。試合本番では地元のフランスの観客と歴代のメダリスト達が見守る中、SD、FD共にスタンディングオベーションを起こす演技を披露し、念願の初めての世界選手権のメダルを獲得した。国別対抗戦ではフランスチームのキャプテンを務め、日本の観客の温かい声援に感謝の言葉を述べている。
2012-2013シーズン、中国杯、エリック・ボンパール杯で優勝。グランプリファイナルでは4年連続でメダルを獲得。フランス選手権では3連覇を果たした。連覇を狙った欧州選手権だったが、ブルザが右脚の内転筋を部分断裂したために欠場。ペシャラだけは予定通りチームのキャプテンとして大会に同行した。世界選手権ではレベルの取りこぼしが響き6位に終わった。5月にはコーチをイーゴリ・シュピリバンドに変更した。
2013-2014シーズン、中国杯で2年連続優勝、エリック・ボンパール杯で3位となった。グランプリファイナルでは、SDは5位と出遅れるも、FDで巻き返して3位。5年連続でメダルを獲得した。ソチオリンピックではSDとFDの両方で自己ベストを更新するも4位だった。演技後のインタビューで競技からの引退を発表した。しかし3月に入り引退を撤回し世界選手権に出場する事を発表した。SDでは3位、FDでは2位ではあったが0.06の差で優勝は逃すも、2年ぶりに銅メダルを獲得した。演技後のインタビューで改めて引退を発表。
2014年の秋にTF1で放送されたダンシング・ウィズ・ザ・スターズのシーズン5では2位だった。
2017年には国際スケート連盟のアイスダンス技術委員会の委員に選出された。
2020年3月14日、フランス氷上競技連盟の会長に就任した。

## 主な戦績
| 大会/年            | 2000-01 | 2001-02 | 2002-03 | 2003-04 | 2004-05 | 2005-06 | 2006-07 | 2007-08 | 2008-09 | 2009-10 | 2010-11 | 2011-12 | 2012-13 | 2013-14 |
| ------------------ | ------- | ------- | ------- | ------- | ------- | ------- | ------- | ------- | ------- | ------- | ------- | ------- | ------- | ------- |
| 冬季オリンピック   |         |         |         |         |         | 18      |         |         |         | 7       |         |         |         | 4       |
| 世界選手権         |         |         |         | 20      | 19      | 15      | 12      | 7       | 5       | 4       | 4       | 3       | 6       | 3       |
| 欧州選手権         |         |         |         |         | 12      | 11      |         | 5       | 4       | 4       | 1       | 1       |         |         |
| 世界国別対抗戦     |         |         |         |         |         |         |         |         | T4 / P3 |         |         | T4 / P3 |         |         |
| フランス選手権     |         |         | 3       | 3       | 2       | 2       | 2       |         | 1       |         | 1       | 1       | 1       | 1       |
| GPファイナル       |         |         |         |         |         |         |         | 6       |         | 3       | 2       | 3       | 3       | 3       |
| GPエリック杯       |         |         | 9       | 8       | 8       | 5       | 7       |         |         | 2       | 1       | 2       | 1       | 3       |
| GP中国杯           |         |         |         | 7       | 7       |         |         |         |         |         | 1       |         | 1       | 1       |
| GPスケートアメリカ |         |         |         |         |         |         | 3       | 2       |         |         |         | 2       |         |         |
| GPスケートカナダ   |         |         | 11      |         |         |         |         |         | 3       | 2       |         |         |         |         |
| GPNHK杯            |         |         |         |         |         |         |         |         | 2       |         |         |         |         |         |
| GPロシア杯         |         |         |         |         |         | 5       |         | 2       |         |         |         |         |         |         |
| フィンランディア杯 |         |         |         |         |         |         |         |         |         |         | 1       |         |         |         |
| ネーベルホルン杯   |         |         |         |         |         |         |         |         |         |         | 1       |         |         |         |
| ユニバーシアード   |         |         | 3       |         | 3       |         |         |         |         |         |         |         |         |         |
| 世界Jr.選手権      | 8       | 6       |         |         |         |         |         |         |         |         |         |         |         |         |
| JGPファイナル      |         | 7       |         |         |         |         |         |         |         |         |         |         |         |         |
| JGPSBC杯           |         | 2       |         |         |         |         |         |         |         |         |         |         |         |         |
| JGPハーグ          |         | 4       |         |         |         |         |         |         |         |         |         |         |         |         |
| JGPハルビン        | 2       |         |         |         |         |         |         |         |         |         |         |         |         |         |
| JGPサンジェルヴェ  | 6       |         |         |         |         |         |         |         |         |         |         |         |         |         |

### 詳細
| 2013-2014 シーズン    |                                                    |         |          |          |
| 開催日                | 大会名                                             | SD      | FD       | 結果     |
| 2014年3月24日 - 30日  | 2014年世界フィギュアスケート選手権（さいたま）     | 3 68.20 | 2 107.17 | 3 175.37 |
| 2014年2月6日 - 22日   | ソチオリンピック（ソチ）                           | 4 72.78 | 4 104.44 | 4 177.22 |
| 2014年2月6日 - 22日   | ソチオリンピック 団体戦（ソチ）                    | 4 69.15 | -        | 6 団体   |
| 2013年12月12日 - 15日 | フランスフィギュアスケート選手権（ヴォジャニー）   | 1 70.35 | 1 106.43 | 1 176.78 |
| 2013年12月5日 - 8日   | 2013/2014 ISUグランプリファイナル（福岡）          | 5 66.63 | 3 102.48 | 3 169.11 |
| 2013年11月15日 - 17日 | ISUグランプリシリーズ エリックボンパール杯（パリ） | 2 70.59 | 3 100.49 | 3 171.08 |
| 2013年11月1日 - 3日   | ISUグランプリシリーズ 中国杯（北京）               | 2 63.60 | 1 102.08 | 1 165.68 |

| 2012-2013 シーズン    |                                                      |         |          |          |
| 開催日                | 大会名                                               | SD      | FD       | 結果     |
| 2013年3月10日 - 17日  | 2013年世界フィギュアスケート選手権（ロンドン）       | 4 69.65 | 7 95.95  | 6 165.60 |
| 2012年12月13日 - 16日 | フランスフィギュアスケート選手権（ストラスブール）   | 1 70.68 | 1 106.53 | 1 177.21 |
| 2012年12月6日 - 9日   | 2012/2013 ISUグランプリファイナル（ソチ）            | 3 68.70 | 3 101.48 | 3 170.18 |
| 2012年11月16日 - 18日 | ISUグランプリシリーズ エリック・ボンパール杯（パリ） | 1 68.48 | 1 100.42 | 1 168.90 |
| 2012年11月2日 - 4日   | ISUグランプリシリーズ 中国杯（上海）                 | 1 69.15 | 1 100.58 | 1 169.73 |

| 2011-2012 シーズン     |                                                            |         |          |          |
| 開催日                 | 大会名                                                     | SD      | FD       | 結果     |
| 2012年4月19日 - 22日   | 2012年世界フィギュアスケート国別対抗戦（東京）             | 3 66.57 | 3 101.26 | 3 167.83 |
| 2012年3月26日 - 4月1日 | 2012年世界フィギュアスケート選手権（ニース）               | 3 69.13 | 3 104.05 | 3 173.18 |
| 2012年1月23日 - 29日   | 2012年ヨーロッパフィギュアスケート選手権（シェフィールド） | 2 64.89 | 1 99.29  | 1 164.18 |
| 2011年12月16日 - 18日  | フランスフィギュアスケート選手権（ダンマリー＝レ＝リス）   | 1 68.31 | 1 105.80 | 1 174.11 |
| 2011年12月8日 - 11日   | 2011/2012 ISUグランプリファイナル（ケベック・シティー）    | 3 68.68 | 3 101.01 | 3 169.69 |
| 2011年11月18日 - 20日  | ISU グランプリシリーズ エリック・ボンパール杯（パリ）      | 2 66.52 | 2 98.04  | 2 164.56 |
| 2011年10月21日 - 23日  | ISU グランプリシリーズ スケートアメリカ（オンタリオ）      | 2 60.07 | 2 96.22  | 2 156.29 |

| 2010-2011 シーズン     |                                                      |         |          |          |
| 開催日                 | 大会名                                               | SD      | FD       | 結果     |
| 2011年4月24日 - 5月1日 | 2011年世界フィギュアスケート選手権（モスクワ）       | 3 70.97 | 6 92.57  | 4 163.54 |
| 2011年1月24日 - 30日   | 2011年ヨーロッパフィギュアスケート選手権（ベルン）   | 1 66.91 | 1 100.49 | 1 167.40 |
| 2010年12月17日 - 18日  | フランスフィギュアスケート選手権（トゥール）         | 1 66.88 | 1 99.56  | 1 166.44 |
| 2010年12月9日 - 12日   | 2010/2011 ISUグランプリファイナル（北京）            | 2 65.66 | 2 96.44  | 2 162.10 |
| 2010年11月26日 - 28日  | ISUグランプリシリーズ エリック・ボンパール杯（パリ） | 1 65.48 | 1 96.34  | 1 161.82 |
| 2010年11月5日 - 7日    | ISUグランプリシリーズ 中国杯（北京）                 | 1 64.12 | 1 95.47  | 1 159.59 |
| 2010年10月7日 - 10日   | 2010年フィンランディア杯（ヴァンター）               | 1 59.96 | 1 91.80  | 1 151.76 |
| 2010年9月22日 - 25日   | 2010年ネーベルホルン杯（オーベルストドルフ）         | 3 56.39 | 1 90.79  | 1 147.18 |

| 2009-2010 シーズン  |                                                      |         |         |         |          |
| 開催日              | 大会名                                               | CD      | OD      | FD      | 結果     |
| 2010年3月22日-28日  | 2010年世界フィギュアスケート選手権（トリノ）         | 4 37.75 | 4 58.55 | 3 98.09 | 4 194.39 |
| 2010年2月12日-28日  | バンクーバーオリンピック（バンクーバー）             | 9 36.13 | 6 59.99 | 7 94.37 | 7 159.06 |
| 2010年1月18日-24日  | 2010年ヨーロッパフィギュアスケート選手権（タリン）   | 5 36.36 | 3 60.08 | 4 92.07 | 4 188.51 |
| 2009年12月3日-6日   | 2009/2010 ISUグランプリファイナル（東京）            | -       | 3 56.93 | 3 90.69 | 3 147.62 |
| 2009年11月19日-22日 | ISUグランプリシリーズ スケートカナダ（キッチナー）   | 2 35.55 | 2 56.05 | 2 93.47 | 2 185.07 |
| 2009年10月15日-18日 | ISUグランプリシリーズ エリック・ボンパール杯（パリ） | 3 35.53 | 2 56.34 | 2 89.77 | 2 181.64 |

| 2008-2009 シーズン     |                                                        |         |         |         |          |
| 開催日                 | 大会名                                                 | CD      | OD      | FD      | 結果     |
| 2009年4月16日-19日     | 2009年世界フィギュアスケート国別対抗戦（東京）         | -       | 4 57.36 | 3 93.27 | 3 150.63 |
| 2009年3月23日-29日     | 2009年世界フィギュアスケート選手権（ロサンゼルス）     | 6 36.54 | 4 61.83 | 5 95.99 | 5 194.36 |
| 2009年1月19日-25日     | 2009年ヨーロッパフィギュアスケート選手権（ヘルシンキ） | 4 34.38 | 4 57.56 | 2 92.90 | 4 184.84 |
| 2008年12月19日-21日    | フランスフィギュアスケート選手権（コルマール）         | -       | 1 61.63 | 1 93.33 | 1 154.96 |
| 2008年11月27日-30日    | ISUグランプリシリーズ NHK杯（東京）                    | 2 33.20 | 1 54.27 | 1 87.95 | 2 175.42 |
| 2008年10月31日-11月2日 | ISUグランプリシリーズ スケートカナダ（オタワ）         | 2 33.90 | 6 47.37 | 3 77.79 | 3 159.06 |

| 2007-2008 シーズン  |                                                      |         |         |         |          |
| 開催日              | 大会名                                               | CD      | OD      | FD      | 結果     |
| 2008年3月17日-23日  | 2008年世界フィギュアスケート選手権（ヨーテボリ）     | 6 34.82 | 6 60.67 | 7 95.02 | 7 190.51 |
| 2008年1月21日-27日  | 2008年ヨーロッパフィギュアスケート選手権（ザグレブ） | 5 34.58 | 6 56.97 | 5 93.71 | 5 185.26 |
| 2007年12月13日-16日 | 2007/2008 ISUグランプリファイナル（トリノ）          | -       | 6 57.73 | 6 83.09 | 6 140.82 |
| 2007年11月22日-25日 | ISUグランプリシリーズ ロシア杯（モスクワ）           | 2 34.87 | 2 58.03 | 2 91.48 | 2 184.38 |
| 2007年10月25日-28日 | ISUグランプリシリーズ スケートアメリカ（レディング） | 2 34.56 | 2 56.95 | 2 90.33 | 2 181.84 |

| 2006-2007 シーズン  |                                                          |          |          |          |           |
| 開催日              | 大会名                                                   | CD       | OD       | FD       | 結果      |
| 2007年3月19日-25日  | 2007年世界フィギュアスケート選手権（東京）               | 14 28.59 | 13 49.10 | 10 84.36 | 12 162.05 |
| 2006年12月1日-3日   | フランスフィギュアスケート選手権（オルレアン）           | 2 30.61  | 2 50.63  | 2 86.67  | 2 167.91  |
| 2006年11月16日-19日 | ISUグランプリシリーズ エリック・ボンパール杯（パリ）     | 4 31.53  | 5 49.23  | 8 72.54  | 7 153.30  |
| 2006年10月26日-29日 | ISUグランプリシリーズ スケートアメリカ（ハートフォード） | 3 32.38  | 3 52.88  | 4 82.02  | 3 167.28  |

| 2005-2006 シーズン  |                                                        |          |          |          |           |
| 開催日              | 大会名                                                 | CD       | OD       | FD       | 結果      |
| 2006年3月20日-26日  | 2006年世界フィギュアスケート選手権（カルガリー）       | 15 29.31 | 12 48.28 | 17 76.41 | 15 154.00 |
| 2006年2月10日-26日  | トリノオリンピック（トリノ）                           | 16 28.59 | 17 44.07 | 19 76.65 | 18 149.31 |
| 2006年1月16日-22日  | 2006年ヨーロッパフィギュアスケート選手権（リヨン）     | 11 28.63 | 11 47.61 | 11 80.22 | 11 156.46 |
| 2005年12月8日-11日  | フランスフィギュアスケート選手権（ブザンソン）         | 2 26.71  | 2 50.05  | 2 83.49  | 2 160.25  |
| 2005年11月24日-27日 | ISUグランプリシリーズ ロシア杯（サンクトペテルブルク） | 5 28.00  | 4 47.63  | 5 79.96  | 5 155.59  |
| 2005年11月17日-19日 | ISUグランプリシリーズ エリック・ボンパール杯（パリ）   | 8 27.18  | 7 45.20  | 5 77.75  | 5 150.13  |

| 2004-2005 シーズン  |                                                      |          |          |          |           |
| 開催日              | 大会名                                               | CD       | OD       | FD       | 結果      |
| 2005年3月14日-20日  | 2005年世界フィギュアスケート選手権（モスクワ）       | 16 30.00 | 23 40.71 | 19 78.92 | 19 149.63 |
| 2005年1月25日-30日  | 2005年ヨーロッパフィギュアスケート選手権（トリノ）   | 14 29.24 | 13 43.14 | 13 75.94 | 12 148.32 |
| 2005年1月12日-22日  | 2005年ユニバーシアード冬季競技大会（インスブルック） | 2        | 3        | 3        | 3         |
| 2004年12月10日-12日 | フランスフィギュアスケート選手権（レンヌ）           | 2 32.33  | 2 47.28  | 2 76.91  | 2 156.52  |
| 2004年11月19日-21日 | ISUグランプリシリーズ エリック・ボンパール杯（パリ） | 8 28.69  | 7 47.24  | 8 73.68  | 8 149.61  |
| 2004年11月10日-14日 | ISUグランプリシリーズ 中国杯（北京）                 | 7 29.52  | 6 44.34  | 7 72.53  | 7 146.39  |

| 2003-2004 シーズン  |                                                    |         |         |         |          |
| 開催日              | 大会名                                             | CD      | OD      | FD      | 結果     |
| 2004年3月22日-28日  | 2004年世界フィギュアスケート選手権（ドルトムント） | 9       | 19      | 20      | 20       |
| 2003年11月14日-16日 | ISUグランプリシリーズ ラリック杯（パリ）           | 9 26.64 | 8 40.97 | 7 77.19 | 8 144.80 |
| 2003年11月6日-9日   | ISUグランプリシリーズ 中国杯（北京）               | 7 28.21 | 6 38.29 | 6 70.64 | 7 137.14 |

| 2002-2003 シーズン     |                                                      |    |    |    |      |
| 開催日                 | 大会名                                               | CD | OD | FD | 結果 |
| 2003年1月16日-26日     | 2003年ユニバーシアード冬季競技大会（タルヴィージオ） | 3  | 3  | 3  | 3    |
| 2002年11月14日-17日    | ISUグランプリシリーズ ラリック杯（パリ）             | 8  | 8  | 9  | 9    |
| 2002年10月31日-11月3日 | ISUグランプリシリーズ スケートカナダ（ケベック）     | 9  | 11 | 11 | 11   |

| 2001-2002 シーズン  |                                                        |    |    |    |      |
| 開催日              | 大会名                                                 | CD | OD | FD | 結果 |
| 2002年3月4日-10日   | 2002年世界ジュニアフィギュアスケート選手権（ハーマル） | 7  | 5  | 6  | 6    |
| 2001年12月13日-16日 | 2001/2002 ISUジュニアグランプリファイナル（ブレッド）  | 7  | 6  | 7  | 7    |
| 2001年11月15日-18日 | ISUジュニアグランプリ SBC杯（岡谷）                    | 2  | 2  | 2  | 2    |
| 2002年10月25日-28日 | ISUジュニアグランプリ ハーグ（ハーグ）                 | 4  | 4  | 4  | 4    |

| 2000-2001 シーズン   |                                                            |    |    |    |      |
| 開催日               | 大会名                                                     | CD | OD | FD | 結果 |
| 2001年2月25日-3月4日 | 2001年世界ジュニアフィギュアスケート選手権（ソフィア）     | 7  | 7  | 8  | 8    |
| 2000年10月12日-15日  | ISUジュニアグランプリ ハルビン（ハルビン）                 | 1  | 1  | 2  | 2    |
| 2002年8月23日-26日   | ISUジュニアグランプリ サン・ジェルヴェ（サン・ジェルヴェ） | 6  | 6  | 6  | 6    |

## プログラム使用曲
| シーズン  | SD | FD | EX |
| --------- | --- | --- | --- |
| 2013-2014 | テーマ：ボブ・フォッシー フォックストロット：Big Spender ミュージカル『スイート・チャリティー』より 作曲：サイ・コールマン クイックステップ：シング・シング・シング 作曲：ルイ・プリマ Mein Herr ミュージカル『キャバレー』より ボーカル：ライザ・ミネリ 振付：ローリー・メイ・エヴィニョン             | テーマ：星の王子さまと彼のバラ キダム 『シルク・ドゥ・ソレイユ』より 作曲：ベノワ・ジュトラ Droit De Cite 映画『ミックマック』より 作曲：ラファエル・ボー、マックス・スタイナー 映画『禁じられた遊び』より 作曲：フェルナンド・ソル 星の王子さまと彼のバラ 作曲：マキシム・ロドリゲス 振付：ジュリアン・コットロー、ローリー・メイ・エヴィニョン                                           | People Are Strange ボーカル：ジミー・サマーヴィルタイム・オブ・マイ・ライフ 映画『ダーティ・ダンシング』より ボーカル：ブラック・アイド・ピーズ |
| 2012-2013 | ポルカ：パリの喜び 作曲：ジャック・オッフェンバック ワルツ：パリの空の下 ボーカル：イブ・モンタン 振付：イリヤ・イフライモフ | ミス・ユー 悲しみのアンジー 悪魔を憐れむ歌 スタート・ミー・アップ 曲：ローリング・ストーンズ 振付：カデル・ベルモクタール | People Are Strange ボーカル：ジミー・サマーヴィル |
| 2011-2012 | テーマ：リオのカーニバル サンバ：マシュ・ケ・ナダ 作曲：ジョルジ・ベンジョール サンバ：バトゥカーダ 作曲：アバカシ サンバ：リアル・イン・リオ （映画『ブルー 初めての空へ』より） 作曲：セルジオ・メンデス、ジョン・パウエル 振付：イリヤ・イフライモフ、パスカーレ・カメレンゴ、アンジェリカ・クリロワ | テーマ：ミイラとファラオ パッション 作曲：ピーター・ガブリエル イン・ザ・ガーデン・オブ・ソウルズ 作曲：ナラダ・ワールド Le retour de Punt 作曲：ベルナール・ベッカー Alf Layla Wa Layla 作曲：アフマド・シドキ 振付：カデル・ベルモクタール、パスカーレ・カメレンゴ、アンジェリカ・クリロワ                                                                                               | タイム・オブ・マイ・ライフ 映画『ダーティ・ダンシング』より ボーカル：ブラック・アイド・ピーズ |
| 2010-2011 | ワルツ：ラーラのテーマ 映画『ドクトル・ジバゴ』より 作曲：モーリス・ジャール 振付：アレクサンドル・ズーリンワルツ：映画『アメリ』より 作曲：ヤン・ティルセン タンゴ：フーガと神秘 作曲：アストル・ピアソラ 振付：アントニオ・ナハロ                                                                     | チャーリー・チャップリンメドレー 演奏：ロンドン交響楽団 振付：アレクサンドル・ズーリン、ジュリアン・コットロー、ローリー・メイ・エヴィニョン | 映画『ジャングル・ジョージ』より 作曲：マーク・シャイマン |
| シーズン  | OD | FD | EX |
| 2009-2010 | アメリカンカントリー Thank God, I'm a Country Boy ボーカル：ロイ・リバーズ、ドリー・パートン It's not over now 作曲：デール・ワトソン | タイム 作曲：マキシム・ロドリゲスキカ 作曲：エゼキエル 映画『レクイエム・フォー・ドリーム』より 作曲：クリント・マンセル 振付：カデル・ベルモクタールテーマ：サーカス 映画『ライフ・イズ・ビューティフル』より 作曲：ニコラ・ピオヴァーニ 剣闘士の入場 作曲：ユリウス・フチーク グーフス 作曲：ウェイン・キング ブル・トロンボーン 作曲：ヘンリー・フィルモア 振付：ジュリアン・コットロー | テーマ：サーカス 映画『ライフ・イズ・ビューティフル』より 作曲：ニコラ・ピオヴァーニ 剣闘士の入場 作曲：ユリウス・フチーク グーフス 作曲：ウェイン・キング ブル・トロンボーン 作曲：ヘンリー・フィルモア 振付：ジュリアン・コットローAndy 曲：レ・リタ・ミツコ |
| 2008-2009 | リンディホップ：It Don't Mean a Thing ボーカル：ザ・プッピーニ・シスターズ 振付：ローリー・メイ・エヴィニョン、ステファン・オリーブ | テーマ：サーカス 映画『ライフ・イズ・ビューティフル』より 作曲：ニコラ・ピオヴァーニ 剣闘士の入場 作曲：ユリウス・フチーク グーフス 作曲：ウェイン・キング ブル・トロンボーン 作曲：ヘンリー・フィルモア 振付：ジュリアン・コットロー | Mummy 作曲：クロード・シャールAndy 曲：レ・リタ・ミツコ |
| 2007-2008 | スパニッシュフラメンコ Le Gitare al viento Blanca de Plata by Guadiana Imagen del recuerdo by Jose Merce 振付：アントニオ・ナハロ | Organ Donor 作曲：DJシャドウ Marla Space Monkeys 作曲：マイケル・シンプソン、ジョン・キング 振付：カデル・ベルモクタール、ローリー・メイ・エヴィニョン | Mummy 作曲：クロード・シャール |
| 2006-2007 | Mi Buenos Aires Querido 作曲：カルロス・リベンディンスキー エスクアロ 作曲：アストル・ピアソラ 振付：ローリー・メイ・エヴィニョン | Four Seasons 作曲：アッセン・メルズキ 振付：ムラッド・メルズキ | La Majorette 曲：ベナバー |
| 2005-2006 | サンバ：San-A-Samba 作曲：ルネ・オーブリー ルンバ：And I love Her ボーカル：ホセ・アルベルト サンバ：From Chano | ミュージカル『レ・ミゼラブル』より 作曲：クロード＝ミシェル・シェーンベルク | Le cinema 曲：クロード・ヌガロ |
| 2004-2005 | スローフォックストロット チャールストンクイックステップ | ミュージカル『キャッツ』 作曲：アンドルー・ロイド・ウェバー 振付：ロマン・アグノエル | Le cinema 曲：クロード・ヌガロ |
| 2003-2004 | Swing Brother Swing ボーカル：ケイシー・マギル If Can't Have You ボーカル：エタ・ジェイムス 振付：パスカーレ・カメレンゴ | Babalu by Chano Dance of the Soldiers by Red Army Choir Hasta Siempre by S. Brave Demasia da Corazon by W. de Ville 振付：ロマン・アグノエル | |
| 2002-2003 | 仮面舞踏会 作曲：アラム・ハチャトゥリアン トリッチ・トラッチ・ポルカ 作曲：ヨハン・シュトラウス2世 | Buddha Bar 作曲：クロード・シャール Elveda by Metin ArolatAsla Vazgecemem by Tarkan 振付：ロマン・アグノエル | |
| 2001-2002 | フラメンコ：ある恋の物語 作曲：カルロス・エレータ・アルマラン スパニッシュワルツ | Buddha Bar 作曲：クロード・シャール | |
| 2000-2001 | The Sea Katjuscha – Midnight in Moscow | El Condor Pasa | |